# Magatzems Ricart
Els Magatzems Ricart és una obra modernista de Vilanova i la Geltrú (Garraf) inclosa a l'Inventari del Patrimoni Arquitectònic de Catalunya.

## Descripció
Conjunt de façana que conserva l'estructura original modernista. Emmarcament de les obertures d'accés i cartel·les que sostenen el rètol, realitzats en fusta motllurada amb elements decoratius de temàtica vegetal, característica del llenguatge modernista.

## Història
Inicialment i havia una botiga de teixits, els "Almacenes Ricart". L'estructura de fusta que emmarcava l'entrada a la botiga va ser restaurada l'any 1983 en passar a mans de l'entitat bancària. Tot i que es va reproduir tota la composició de façana, pràcticament només es van salvar de l'original les cartel·les que sostenien la cornisa.
A l'interior s'han conservat altre elements, com els muntants dels antics prestatges, que han estat tancats i convertits en armaris.